# Capo Pecora
Capo Pecora è un promontorio della Sardegna sud-occidentale.

## Geografia fisica
Situato nel comune di Arbus, è il punto più meridionale della Costa Verde e del territorio comunale e forma l'estremità destra del Golfo del Leone di Buggerru, nonché fu il  confine sud-orientale della provincia del Medio Campidano con la provincia del Sulcis Iglesiente.
Il promontorio divide le due spiagge, quella del territorio arburese chiamata proprio Spiaggia di Capo Pecora (in realtà ancora affacciante sul lato sud-sudovest, mentre al di là del promontorio in direzione nord-ovest si trova la Spiaggia di Scivu)  e quella di Portixeddu nel comune di Fluminimaggiore.
Esso è dominato da Punta Mumullonis, di 499 metri s.l.m., che domina tutto il territorio dalla località di Corru Longu sino a Su Tramatzu. Si tratta di un complesso montuoso di vulcaniti, calcari, dolomie e arenarie tra i più antichi d’Europa e ricco di metalli, che chiude ad est le regioni di Corru Longu, Perdas Albas, Su Sensu, Su Tramatzu e Sa Mola.
Il suo promontorio granitico spicca in una costa dominata dalla roccia calcarea. Le scogliere a picco sul mare, battute dal vento, la delimitano formando isolate calette di ciottoli levigati dal mare. Nelle spiaggette le rocce hanno assunto sembianze particolari tali da essere denominate con riferimenti al mondo animale: una di esse è detta "Spiaggia delle uova di dinosauro". La spiaggia maggiore di Capo Pecora invece è composta da sabbia dorata a grani grossi.

## Fauna
Capo Pecora è un promontorio con riconoscimento SIC (Sito di Importanza Comunitaria). Esso si estende con una superficie di oltre 3.800 ettari ed è dotato di una notevole biodiversità per la presenza di ambienti costieri e terrestri. Gli aspetti vegetazionali sono tipici degli ambienti sabbiosi e rupicoli: sono presenti specie endemiche quali la quercia di Palestina (Quercus coccifera) mentre le aree a nord e a sud del sito si caratterizzano da suggestivi campi dunali che comprendono una vegetazione tipica delle spiagge e delle aree a ridosso delle dune.
Il SIC Capo Pecora è un luogo ideale per osservazioni di particolari specie faunistiche: ospita una popolazione di cervo sardo e costituisce l'habitat ideale per uccelli quali il falco pellegrino e il marangone dal ciuffo. Le acque cristalline ed i fondali ricchi di biodiversità regalano grandi soddisfazioni anche agli amanti dello snorkeling e della pesca subacquea. La località infatti è conosciuta per la sua fauna marina tipica del Mar Mediterraneo: il fondale è ricco di mormore, muggini, orate, polpi, ricciole, saraghi e spigole.